# Cổng trời M'Đrăk
Cổng trời M'Đrăk là đèo trên đường liên huyện ở vùng giáp ranh xã Krông Á huyện M'Đrăk và xã Cư Yang huyện Ea Kar tỉnh Đắk Lắk, Việt Nam 
Cổng trời ở phía tây "Khu du lịch sinh thái núi M'Đrăk" cỡ 2 km  và cách thị trấn M'Đrăk 12°45′30″B 108°43′44″Đ / 12,758264°B 108,728756°Đ cỡ 10 km .